# Fort de la Pointe de Diamant
Le fort de la Pointe de Diamant, appelé brièvement fort Defrance, est un ouvrage fortifié faisant partie de la place fortifiée de Langres, situé au nord-est de la commune de Saint-Ciergues, dans le département de la Haute-Marne.

## Historique

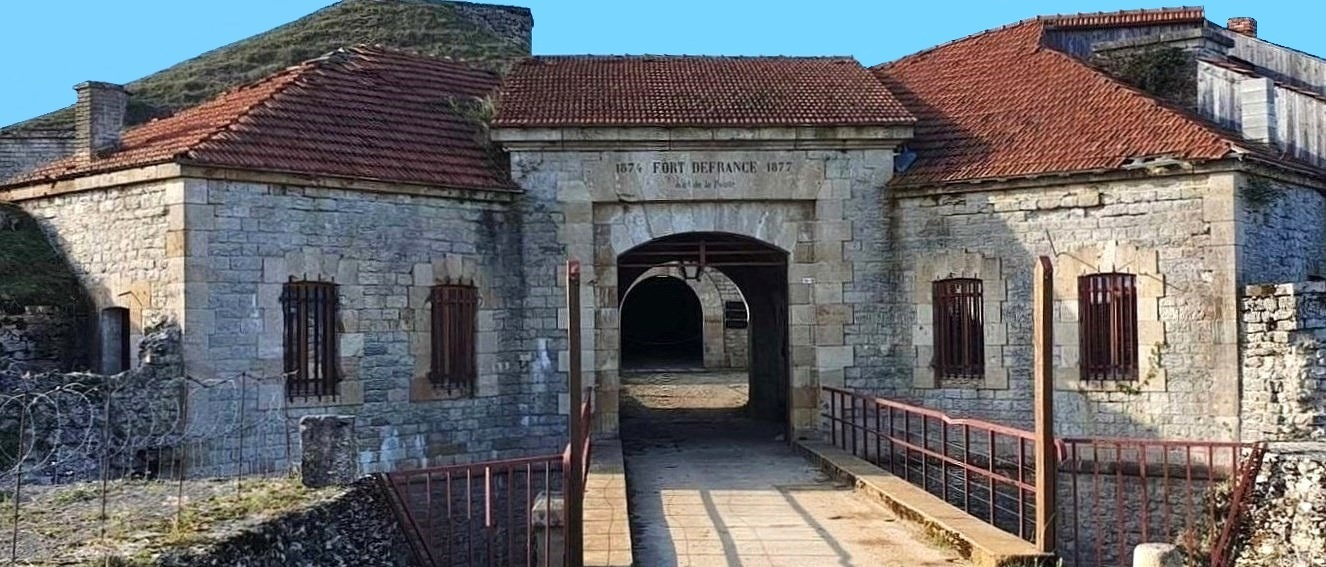
Le fort de la Pointe de Diamant

Le fort a été construit entre le 28 octobre 1874 et le 1er avril 1877, soit juste après la guerre franco-allemande de 1870 qui avait vu les troupes allemandes arriver jusqu'aux environs de Langres.
Par le décret du 21 janvier 1887, le ministre de la Guerre Georges Boulanger renomme tous les forts, batteries et casernes avec les noms d'anciens chefs militaires. Pour le fort de la Pointe de Diamant, son « nom Boulanger » est en référence au général de la Révolution et de l'Empire Jean-Marie Defrance (parfois écrit « de France »). Le nouveau nom est gravé au fronton de l'entrée. Dès le 13 octobre 1887, le successeur de Boulanger au ministère, Théophile Ferron, abroge le décret. Le fort reprend officiellement son nom précédent, tout en gardant le nom Boulanger à son fronton.
Le fort est désarmé en 1915 pour envoyer ses pièces d'artillerie sur le front. En 1944, les troupes américaines font sauter la casemate à tir indirect pour tester leurs explosifs avant d'attaquer les fortifications de la frontière allemande.
Le fort est devenue une propriété privée, où sont organisées diverses animations : visites du fort, mais aussi feux de la Saint-Jean, concerts, foires, brocantes, marché de Noël, etc.

## Description
Le fort est implanté à l'ouest de la place forte, à portée pour couvrir de ses feux la ligne ferroviaire de Chaumont à Paris et la route de Châtillon-sur-Seine.
L'artillerie était placé à l'air libre, le personnel et les munitions protégés en cas de bombardement dans des traverses-abris. 
Les bâtiments sont en maçonnerie, le tout recouvert par une épaisse couche de terre.
C'est un fort Séré de Rivières de première génération, dessinant la forme d'un parallélogramme irrégulier presque rectangulaire. 
Le fossé est défendu par deux caponnières doubles (saillants II et IV), les travaux en  furent commencé le 28 octobre 1874 et terminés le 1er avril 1877. 
Un petit ravelin avec corps de garde devance l'entrée du fort sur les glacis. L'entrée du fort s'ouvre en retrait de la magistrale de l'escarpe. 
Ce retrait en forme de demi-octogone comprend deux corps de garde crénelés disposés à 45° par rapport au porche d'entrée et chargés de la défense rapprochée de ce dernier. 
L'entrée franchie, on débouche dans une petite cour comprenant trois locaux, le logement des officiers, à gauche de la capitale. Celle-ci s'enfonce sous un imposant massif de terre sous lequel et tapi un rare magasin à poudre de 100 tonnes, donc alignent quatre créneaux à lampe.
Il était prévu d'y stocker 27 tonnes en barils et 72,9 tonnes en caisses. Chose rare, les créneaux d'éclairage comportent un orifice d’évacuation des gaz brûlés par la lampe. 
L'artillerie du fort se montait initialement à 29 pièces dont le détail donnait 17 pièces de rempart, 2 pièces à tir indirect, 2 mortiers et 8 pièces de flanquement. 
Les pièces de rempart étaient disposées le long d'une crête d'artillerie en forme de fer à cheval et décentrée par rapport au périmètre du fort. 
Elle commence à peu près au centre du demi-front de gorge gauche. 
Dès cet instant elle se situe en position haute.
Elle aborde ensuite le centre du front I-II, puis passe au-dessus de magasins en obliquant vers le front II-III, front qu'elle longe avant d'obliquer, toujours en position haute (cavalier) vers le centre du front III-IV, front qu'elle épouse enfin, en demeurant sur un même plan, jusqu'au saillant IV. 
Ainsi, elle recoupe tous les saillants sauf le IV. Au total, douze traverses-abris composent cette crête d'artillerie mais deux traverses du cavalier sont en fait des casemates à tir direct. 
Les saillants II et III, en contrebas de cette crête d’artillerie, sont garnis d'une bonnette infanterie. 
Les deux bonnettes sont reliées par la crête de feu d'infanterie tout au long de ce front II-III.

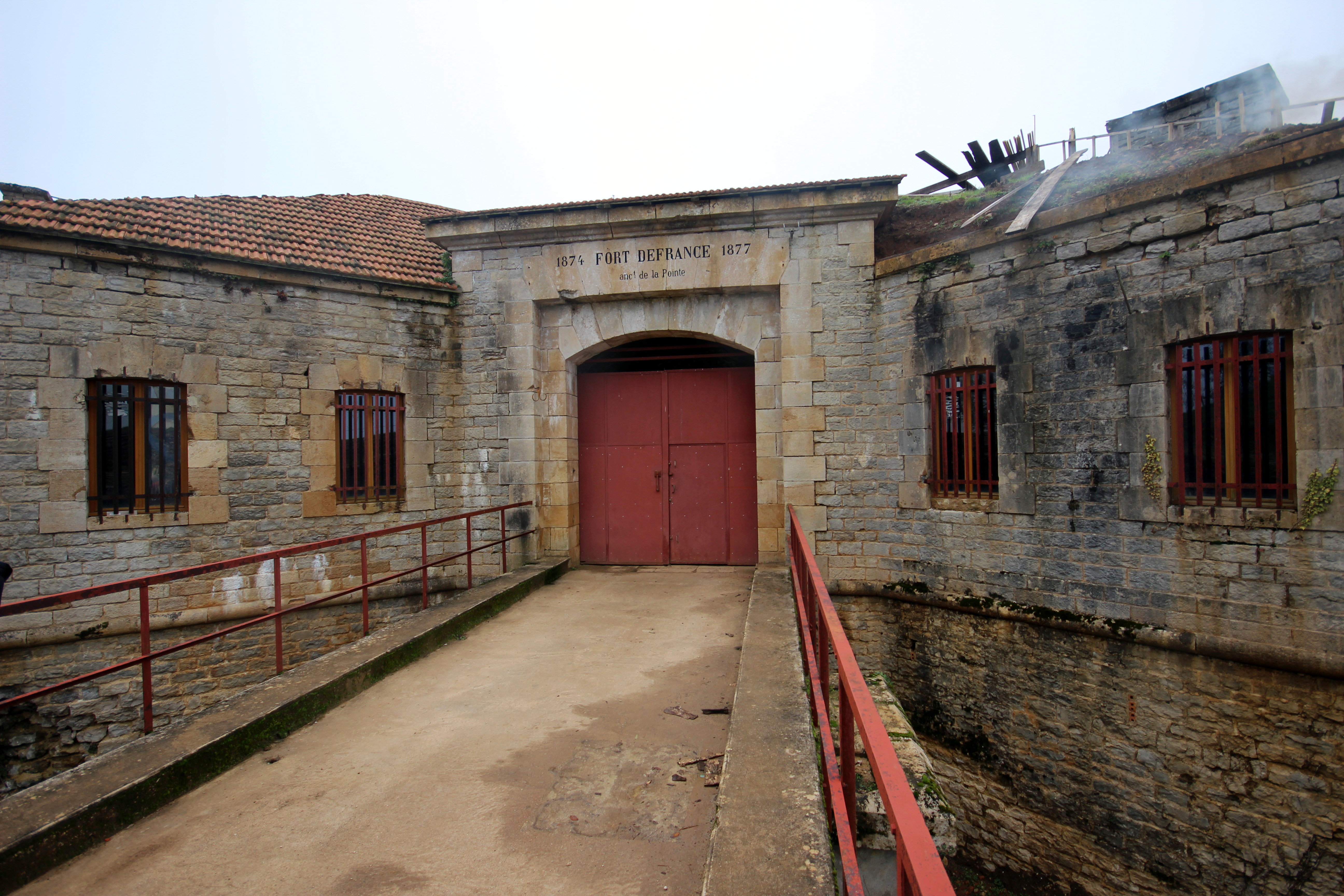
L'entrée du fort.
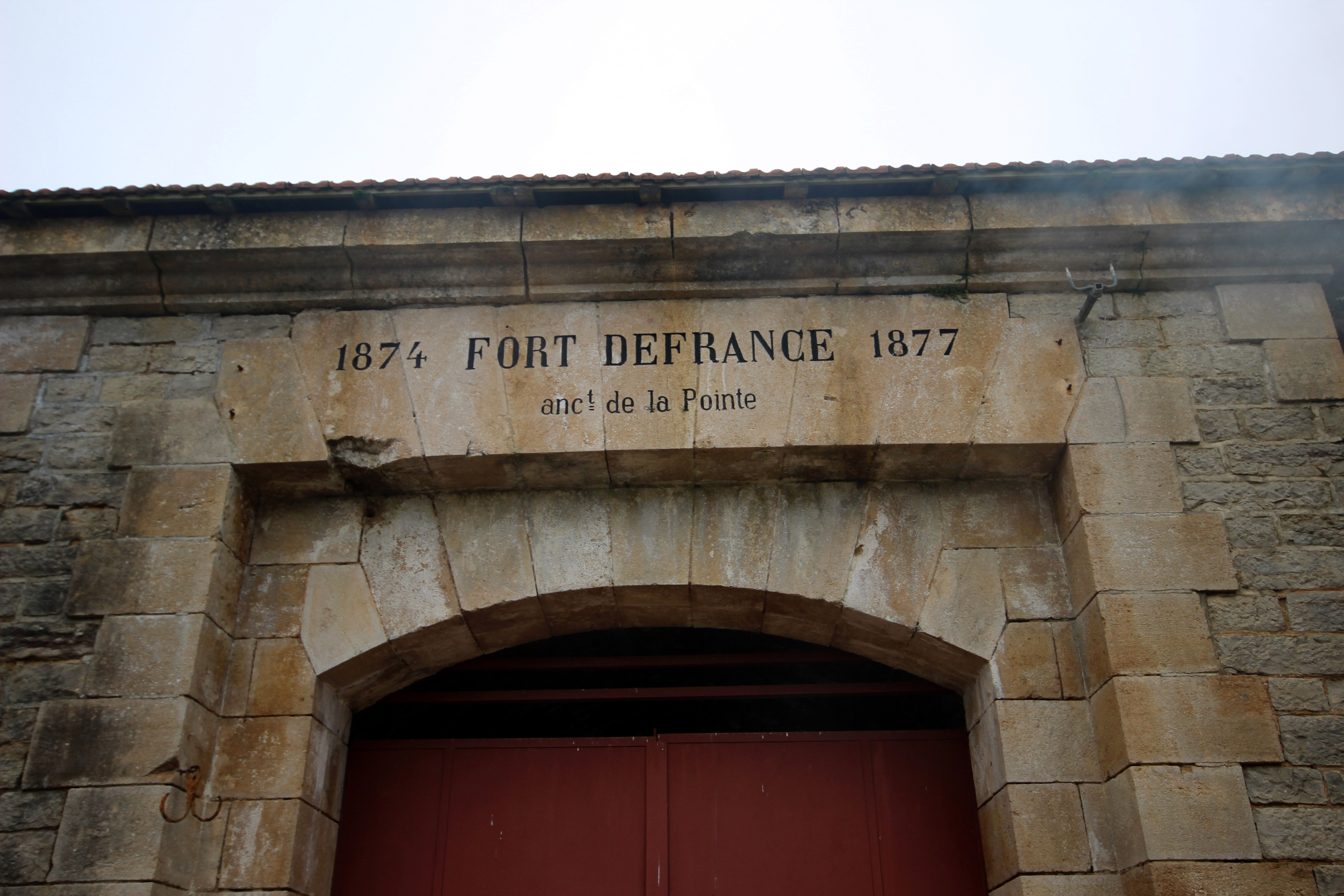
Fronton de l'entrée.
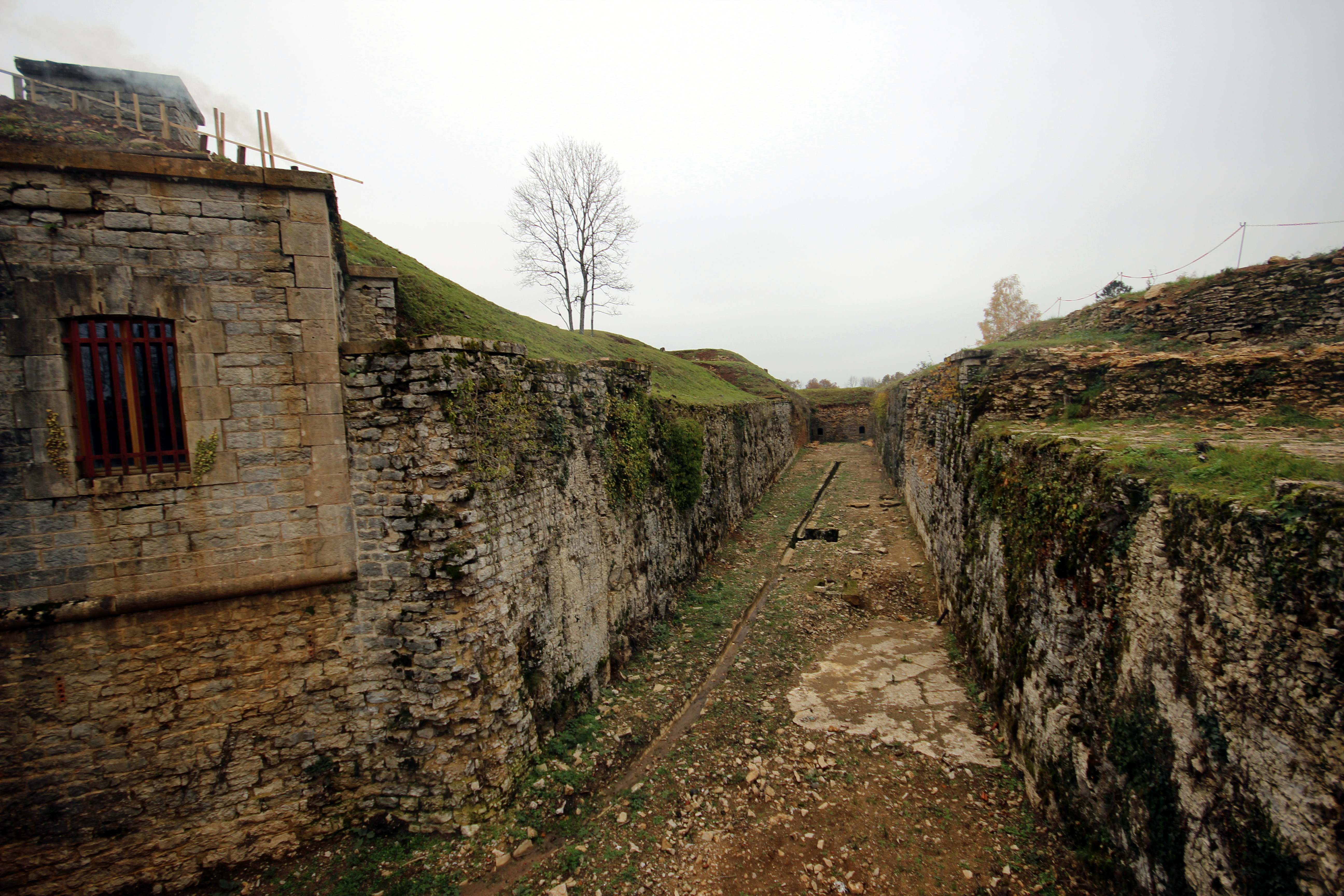
Le fossé de gorge.
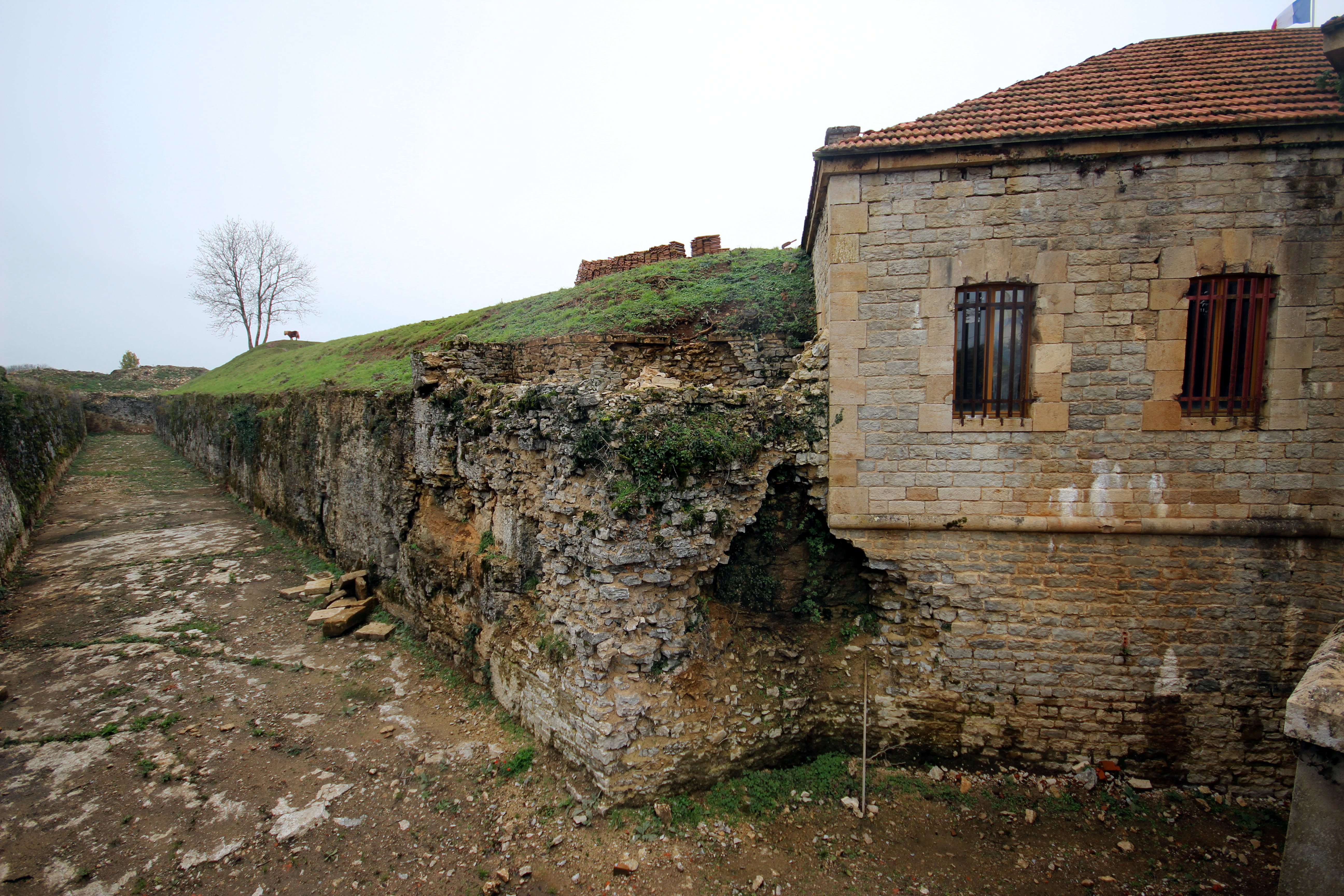
Le fossé de gorge.